# Himantura marginata
Himantura marginata е вид хрущялна риба от семейство Dasyatidae.

## Разпространение
Видът е разпространен в Индия, Мианмар и Шри Ланка.